# Стеклозаводский
Стеклозаводский — посёлок в Надеждинском районе Приморского края, входит в состав Надеждинского сельского поселения.

## География
Посёлок находится на берегу реки Малая Кипарисовка, около её впадения в Кипарисовку, на расстоянии 16 км от села Вольно-Надеждинское, административного центра района, и 52 км от города Владивосток, административного центра края.

## Население
| 2002 | 2005 | 2008 | 2010 |
| ---- | ---- | ---- | ---- |
| 155  | ↗172 | ↘157 | ↘151 |

## Улицы
| - ул. Акулова, - ул. Заводская, - ул. Ключевая, | - ул. Лесная, - ул. Родниковая, - ул. Трудовая. |

## Транспорт
Посёлок связан автомобильной дорогой длиной 2 км с федеральной трассой М60 «Уссури». Ближайшая железнодорожная станция Кипарисово находится на расстоянии 1,2 км к западу.